# Partido judicial de Ávila
El partido judicial de Ávila es uno de los cuatro partidos judiciales de la provincia de Ávila, en concreto se trata del partido número 3 de la provincia. La cabecera del partido judicial es la ciudad de Ávila, la capital provincial. Los municipios de este partido están englobados territorialmente en las comarcas de Ávila y Burgohondo-El Tiemblo-Cebreros. El partido abarca una superficie de 3728,9 km² y da servicio a 100 855 habitantes en 107 municipios. Esta adscripción fue fijada por la Ley de demarcación y de planta judicial el 28 de diciembre de 1988.

## Municipios
| - Albornos - Amavida - Aveinte - Ávila - El Barraco - Las Berlanas - Berrocalejo de Aragona - Blascomillán - Blascosancho - Brabos - Bularros - Burgohondo - Cabezas del Villar - Cardeñosa - Casasola - Cebreros - Chamartín - Cillán - La Colilla - El Fresno - Gallegos de Altamiros - Gallegos de Sobrinos - Gemuño - Gotarrendura - Grandes y San Martín - Hernansancho - El Herradón - Herreros de Suso | - La Hija de Dios - El Hoyo de Pinares - Hoyocasero - Hurtumpascual - Maello - Mancera de Arriba - Manjabálago y Ortigosa de Rioalmar - Marlín - Martiherrero - Mediana de Voltoya - Mengamuñoz - Mingorría - Mironcillo - Mirueña de los Infanzones - Monsalupe - Muñana - Muñico - Muñogalindo - Muñogrande - Muñopepe - Muñotello - Narrillos del Rebollar - Narros del Puerto - Navalacruz - Navalmoral de la Sierra - Navalosa - Navalperal de Pinares | - Navaluenga - Navaquesera - Navarredondilla - Navarrevisca - Las Navas del Marqués - Navatalgordo - Niharra - Ojos-Albos - El Oso - Padiernos - El Parral - Peñalba de Ávila - Peguerinos - Poveda - Pozanco - Pradosegar - Riocabado - Riofrío - Salobral - San Bartolomé de Pinares - San Esteban de los Patos - San García de Ingelmos - San Juan de la Encinilla - San Juan de la Nava - San Juan del Olmo - San Pedro del Arroyo - Sanchidrián | - Sanchorreja - Santa Cruz de Pinares - Santa María del Arroyo - Santa María del Cubillo - Santo Domingo de las Posadas - Santo Tomé de Zabarcos - La Serrada - Serranillos - Sigeres - Solana de Rioalmar - Solosancho - Sotalvo - El Tiemblo - Tolbaños - Tornadizos de Ávila - La Torre - Vadillo de la Sierra - Valdecasa - Vega de Santa María - Velayos - Villaflor - Villatoro - Vita - San Juan del Molinillo - Villanueva de Ávila |